# Acleris hippophaeana
Acleris hippophaeana is een vlinder uit de familie bladrollers (Tortricidae). De wetenschappelijke naam is voor het eerst geldig gepubliceerd in 1865 door Heyden.
De soort komt voor in Europa.